# Stefan Hertmans
Stefan Hertmans (Gand, 31 marzo 1951) è uno scrittore belga.

## Biografia
Nato a Gand nel 1951, ha studiato discipline umanistiche al Koninklijk Atheneum e filologia germanica all'Università di Gand laureandosi con una tesi sullo scrittore Paul de Wispelaere.
Musicista di jazz e insegnante, a partire dal suo esordio nel 1981 con il romanzo Ruimte, ha pubblicato diverse raccolte di liriche, romanzi, racconti, saggi d'argomento filosofico e culturale e opere teatrali scrivendo in lingua olandese e ottenendo prestigio internazionale nel 2013 grazie al romanzo Guerra e trementina, basato sui racconti di guerra del nonno.
Ha insegnato in numerosi atenei quali l'Università di Vienna, la Sorbona, l'University College di Londra e alla Biblioteca del Congresso di Washington e i suoi libri sono stati tradotti in molte lingue tra le quali il francese, il tedesco, l'italiano e lo spagnolo.
Nel corso della sua carriera ha ottenuto numerosi riconoscimenti letterari l'ultimo dei quali è stato il Constantijn Huygensprijs nel 2019.

## Opere

### Romanzi
- Ruimte (1981)
- Naar Merelbeke (1994)
- Als op de eerste dag. Roman in verhalen (2001)
- Harder dan sneeuw (2004)
- Het verborgen weefsel (2008)
- Guerra e trementina (Oorlog en terpentijn, 2013), Venezia, Marsilio, 2015 traduzione di Laura Pignatti ISBN 978-88-317-2037-3.
- La straniera (De bekeerlinge, 2016), Venezia, Marsilio, 2019 traduzione di Laura Pignatti ISBN 978-88-297-0279-4.

### Raccolte di racconti
- Gestolde wolken (1987)
- De grenzen van woestijnen. (1989)
- Francesco’s paradox (1995)
- Steden. Verhalen onderweg (1998)

### Raccolte di poesie
- Ademzuil (1984)
- Melksteen (1986)
- Zoutsneeuw. Elegieën (1987)
- Bezoekingen (1988)
- Het Narrenschip (1990)
- Verwensingen (1991)
- Muziek voor de Overtocht (1994)
- Francesco’s paradox (1995)
- Annunciaties (1997)
- Goya als hond (1999)
- Vuurwerk zei ze. Gedichten (2003)
- Kaneelvingers (2005)
- Muziek voor de Overtocht. Gedichten 1975-2005 (2006)
- De val van vrije dagen (2010)

### Saggi
- Oorverdovende steen. Essays over literatuur. (1988)
- Sneeuwdoosjes (1989)
- Fuga’s en pimpelmezen. Over actualiteit, kunst en kritiek (1995)
- Het bedenkelijke. Over het obscene in de cultuur. (1999)
- Waarover men niet spreken kan : elementen voor een agogiek van de kunst (1999)
- Café Aurora (2000)
- Het putje van Milete (2002)
- Engel van de metamorfose. Over het werk van Jan Fabre (2002)
- Het zwijgen van de tragedie (2007)
- De mobilisatie van Arcadia (2011)

### Teatro
- Kopnaad (1992), drame poétique radiophonique
- Mind the gap (2000)
- Jullie die weten. Acht scènes naar Le Nozze di Figaro van W.A. Mozart. (2005)

## Premi e riconoscimenti
- Arkprijs van het Vrije Woord: 1989 vincitore con Bezoekingen
- Ferdinand Bordewijk Prize: 2002 vincitore con Als op de eerste dag
- Prix La Ville à lire: 2003 vincitore con Steden. Verhalen onderweg
- Prijs van de Vlaamse Gemeenschap voor Proza: 2012 vincitore con Guerra e trementina
- Bookspot Literatuurprijs: 2014 vincitore con Guerra e trementina
- Premio Strega Europeo: 2015 finalista con Guerra e trementina
- Man Booker International Prize: 2017 finalista con Guerra e trementina
- Constantijn Huygensprijs: 2019 alla carriera